# Heinrich Schiffers (Musiker)
Heinrich Schiffers (* 1978 in Wolfsburg) ist ein deutscher Musiker und Filmkomponist.
Nach einer vielseitigen musikalischen Ausbildung, die er bereits als Kind erhielt, absolvierte er an der Hochschule für Musik „Hanns Eisler“ Berlin ein klassisches Gitarrenstudium. Er ist Gitarrist der Bands Squintaloo und 2raumwohnung und Perkussionist in der Formation Schulz und Söhne.
Als Komponist von Filmmusik war er unter anderem für die Filme Goldjunge (2005), Berlin am Meer (2006) und Operation Elke (2007) tätig.
Für das Comedy-Format Comedy Rocket komponierte er 2015 die Titelmelodie.
Heinrich Schiffers lebt und arbeitet in Berlin. Sein Bruder ist der Regisseur Stephan Schiffers. Sein Großvater väterlicherseits ist der Bildhauer Paul Egon Schiffers, seine Großeltern mütterlicherseits sind die Schauspieler Pamela Wedekind und Charles Regnier.